# Ясиновець (струмок)
Ясиновець — струмок  в Україні, у Коломийському  районі Івано-Франківської області, лівий доплив Березівки   (басейн Дунаю).

## Опис
Довжина струмка приблизно 4 км. Формується з багатьох безіменних струмків.

## Розташування
Бере  початок на заході від села Кропивище. Тече переважно на північний схід  і на південно-західній околиці села Пилипи впадає у річку Березівку, праву притоку Пруту.